# Aubert-Tillo van Biervliet

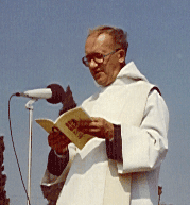
Dom Aubert-Tillo van Biervliet

Aubert-Tillo van Biervliet (Gits, 18 februari 1920 – Sint-Michiels, 18 november 2005) was een van de kleurrijkste benedictijnen in België. Hij is de man die de Sint-Pietersabdij in Steenbrugge en zijn geboortedorp Gits in West-Vlaanderen door zijn vele publicaties op de kaart heeft proberen te zetten. Aubert-Tillo was 67 jaar lang monnik in de Sint-Pietersabdij. 

## Biografie
Aubert-Tillo van Biervliet was de zoon van Paul van Biervliet, die 49 jaar gemeentesecretaris was in Gits. Zijn broer Elmar van Biervliet was 12 jaar burgemeester. Hij was de laatste burgemeester, voor Gits als deelgemeente opgeslorpt werd door Hooglede bij de fusies. Zijn jongere zus Gudrun van Biervliet liet zich in Gits evenmin onbetuigd. Zij zette zich jarenlang in voor de organisatie voor mensen met fysieke handicap Dominiek Savio. Anno 2008 heeft Gits zowel een Sint-Tillostraat als een Gudrunstraat, genoemd naar de twee telgen Van Biervliet. 
Aubert-Tillo van Biervliet trad, na zijn middelbare studies aan het Klein Seminarie in Roeselare, binnen in de Sint-Pietersabdij in Steenbrugge (benedictijnen). Hij koos heel bewust voor de kloosternaam Dom Tillo van Biervliet, naar de heilige Tillo die Gits en Izegem gekerstend zou hebben. In 1944 werd hij in Brugge tot priester gewijd. Ondanks het feit dat Aubert-Tillo in 1938 intrad in de Sint-Pietersabdij in Steenbrugge, bleef hij verknocht aan zijn geboortedorp. Jarenlang reisde hij iedere week al liftend van Brugge naar Gits in monnikenpij om zijn hoogbejaarde moeder en zijn zus Gudrun te bezoeken. Ook naar de IJzerbedevaart trok hij gedurende vele jaren al liftend, in zijn pij. Ook toen de meeste paters tijdens de Tweede Beeldenstorm burgerkledij gingen dragen, bleef Aubert-Tillo trouw aan zijn pij. Hij was gehecht aan zijn pij uit religieuze maar vooral uit praktische overwegingen, omdat hij maar al te goed wist dat hij als pater in monnikspij veel vlugger een lift kreeg.
Hij was flamingant en West-Vlaming in hart en nieren. "Gits aan de spits" bleef zijn leven lang zijn lijfspreuk. Als Gitsenaar heeft hij de fusie met Hooglede nooit kunnen verkroppen. Over zijn geboortedorp verzamelde hij een rijk archief dat intussen in handen is van de naar hem genoemde Stichting Aubert-Tillo van Biervliet.
Aubert-Tillo was gepassioneerd door geschiedenis, religie en heiligen. Hij schreef vele boeken, onder meer over de geschiedenis van de abdij en van zijn geboortedorp Gits, over hagiografie, genealogie, heem- en volkskunde. In 1997 schonk hij zijn uitgebreide archief aan het gemeentebestuur van zijn geboortedorp Gits. Hierna ontstond prompt de Stichting Aubert-Tillo van Biervliet, een heemkring die een onderkomen heeft gevonden in het oud-gemeentehuis in Gits en die nu instaat voor de inventarisatie en digitalisering van de honderden stukken, zo’n 25 dozen vol.

## Zijn publicaties
Dat pater Aubert-Tillo uitermate gehecht was aan zijn geboortedorp, bewijzen zijn publicaties, boeken en artikelen. 
- Over de Mariaverering in Gits bracht hij in 1954 een boekje uit.
- Over het fenomeen van het stevenisme publiceerde hij 
  - in 1966 het werk Het Stevenisme in Vlaanderen,
  - in 1999 Het Stevenisme in West-Vlaanderen en Frans-Vlaanderen
  - en in 2001 De familie Van Canneyt en het Stevenisme te Gits.

Hij was overigens zelf een achterneef van Pieter-Jan Van Canneyt, leider van de kerkelijke afscheuring ten tijde van Napoleon, met Gits als epicentrum in West-Vlaanderen. Zijn betovergrootmoeder Coletta was een zus van Theresia Van Canneyt, die naar Rome getrokken is om zich te verzoenen met de katholieke kerk. 
- Voor het tijdschrift Gits aan de spits schreef hij tal van bijdragen.
- In 1972 bracht hij Gits in oude prentkaarten uit.
- In 1985 werkte hij mee aan het boek Gits door de eeuwen heen.
- In 1980 publiceerde hij over de abdij van Steenbrugge, het werk Geschiedenis van de abdij en van de parochie.
- In 1985-1987 schreef hij twee boeken over heiligen uit de Lage Landen, met als titels Heiligen uit de Nederlanden en Heiligen uit ons volk.
- Een van zijn laatste publicaties was het boek Mijn naam is … Het grote voornamenboek, uitgegeven door het Davidsfonds in 1996. Dit werk, waarmee hij de meeste bekendheid kreeg, was een voortvloeisel uit een rubriek die hij sinds 1981 verzorgde in het parochieblad Kerk & Leven.
- Hij was ridder in de Orde van 't Manneke uit de Mane en medewerker aan de Mannekensalmanak. Hij ondertekende zijn bijdragen in de almanak met de schuilnaam Tijl van Ogierlande.

## Zijn overige bezigheden
In de abdij van Steenbrugge was de pater jarenlang archivaris, op de parochie was hij medepastoor. Hij las dagelijks de Bijbel in het Grieks. Sommigen zagen in Dom Aubert-Tillo een exorcist, maar officieel was hij dat niet. Wel kwamen velen van heinde en verre naar Steenbrugge om door hem 'belezen' te worden door handoplegging in de zegenkapel. Ondanks het feit dat zijn activiteiten eerder ernstig van aard waren, stond de pater altijd klaar voor een grap of een kwinkslag. Zijn naaste vond hij overal. Hij bood niet alleen materiële hulp, maar stond alle noodlijdenden in zijn omgeving bij met raad en daad. Hij ging geregeld op huisbezoek in zijn parochie, maar deed dit altijd in sneltreinvaart. Net zoals zijn missen, die hij in twintig minuten afhandelde, preek inbegrepen. Hij vloog door zijn mis als met zijn fiets door de stad, niemand die hem kon bijhouden. 